# 吉姆·卡明斯

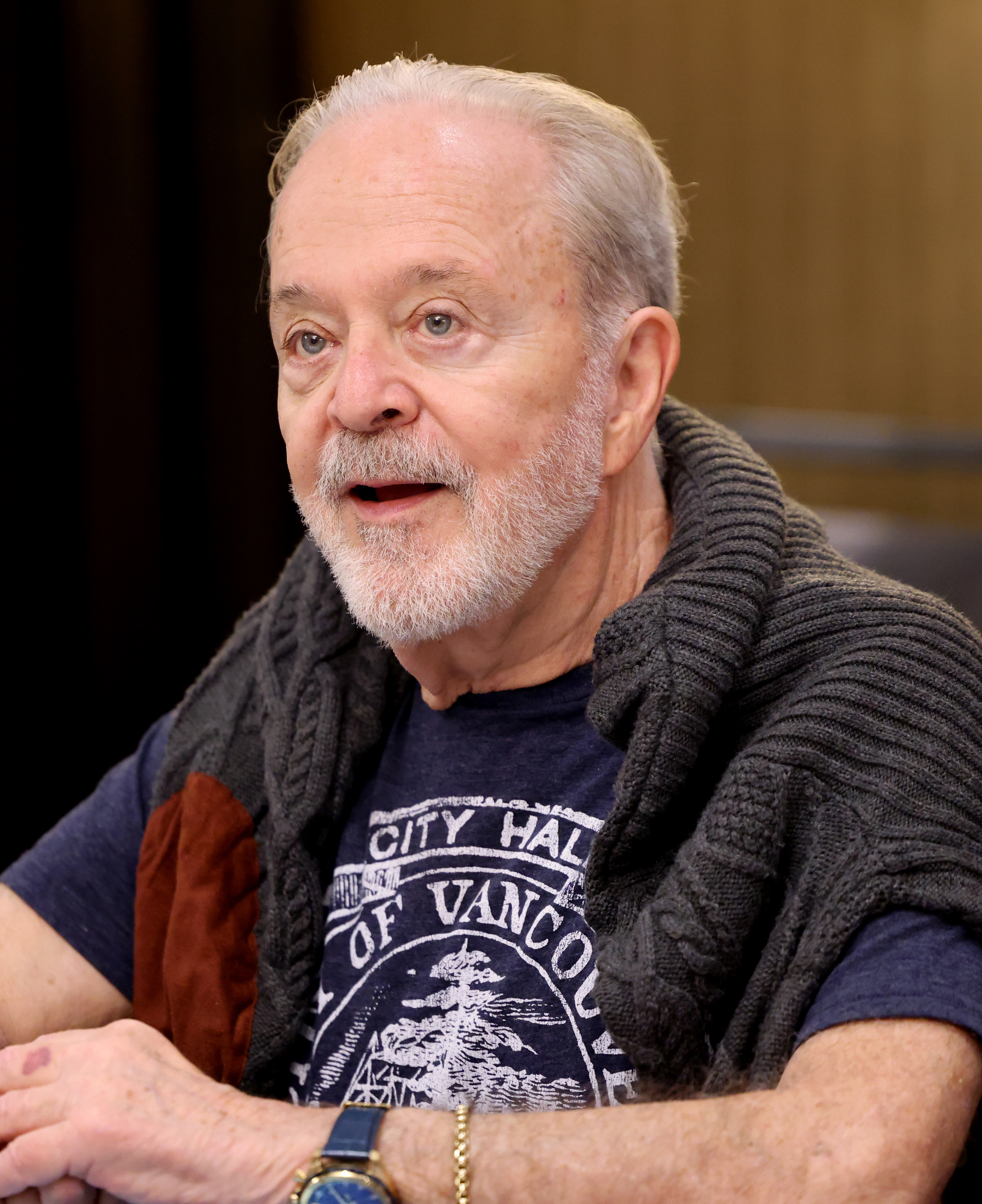
吉姆·卡明斯

詹姆斯·吉姆·卡明斯（James Jonah Cummings，1952年11月3日—） 是一位美国配音演员。自1988年起他就是小熊维尼的配音， 1989年起又是跳跳虎的配音，1991年起又是袋獾的配音，他還為音速小子中的艾格曼博士配音。